# Alonso de Cepeda
Alonso de Cepeda (Villaviciosa del Principado de Asturias, Corona de España, 1536 - f. Imperio español, después de 1596) fue un militar y conquistador español que se desempeñó como teniente de gobernador de Santiago del Estero en 1583 y al año siguiente fue designado en el cargo de gobernador interino del Tucumán desde 1584 hasta 1586, y luego en el año 1587 fue elegido alcalde de la ciudad de Santiago del Estero, para volver a ser designado en el interinato de la gobernación desde 1589 hasta 1596.

## Biografía

### Origen familiar y primeros años
Alonso de Cepeda nació en el año 1536 en la localidad de Villaviciosa del Principado de Asturias, que formaba parte de la entonces Corona de España. Sus padres fueron Pedro de Cepeda y Teresa Pérez. Era pariente de Santa Teresa de Jesús.

### Teniente de gobernador de Santiago del Estero
Fue uno de los que arribó a la gobernación del Tucumán con Juan Núñez de Prado. También fue uno de los que aconsejó fundar la ciudad de Salta y aportó para ello con mil pesos. Posteriormente se enemistó con el gobernador Hernando de Lerma por no haber cumplido una orden suya, consistente en aprehender a fray Francisco Vázquez, administrador del obispado, y a Francisco de Solís.
Lerma lo hizo arrestar y lo tuvo engrillado junto a los capitanes Santos Blázquez, Juan Rodríguez Juárez y Pedro de Villarreal. Luego lo remitió a Salta enfermo. Debido a su persecución tuvo que huir al Perú.
Cuando Lerma fue destituido y apresado, Cepeda regresó a Santiago del Estero en 1583. Se le otorgó la encomienda de Mozana y en esa estancia se hacían corridas de toros, y en el mismo año ocupó el cargo de teniente de gobernador de Santiago del Estero.

### Gestión durante el interinato en la gobernación (1584-1586)
Cepeda fue designado por la Real Audiencia de Charcas el 15 de julio de 1584 como gobernador interino, capitán y justicia mayor del Tucumán, hasta la llegada del gobernador designado capitán Juan Ramírez de Velasco. Mantuvo la paz en la provincia.
En 1584, Alonso Abad, persona que había ocupado cargos importantes en la provincia, fue elegido por el Cabildo como procurador general de Santiago del Estero y recibió el encargo de Cepeda de levantar una información destinada a probar los servicios prestados por sus vecinos en el descubrimiento y conquista de la gobernación y en la fundación de las ciudades de San Miguel de Tucumán, Nuestra Señora de Talavera, Córdoba y Salta, la que a su fin la elevó al gobernador Cepeda. Es la probanza de méritos y servicios de Santiago del Estero.
El 15 de abril de 1585 se fundó la ciudad de Concepción del Bermejo, que subsistió unos 45 años hasta que fuera despoblada por los continuos ataques de los naturales. Durante su gobierno se construyó el primer molino harinero en 1586.

### Alcalde de la ciudad de Santiago del Estero
Si bien no fue del grupo fundador de la ciudad de Santiago del Estero, fue alcalde de la misma a principios de 1587 hasta principios del año siguiente. 

### Segundo interinato (1589-1596) y fallecimiento
En el año 1589 volvió a ser designado en el cargo de gobernador interino del Tucumán, puesto que ocupó hasta 1596, y tiempo después fallecería en alguna parte del Imperio español. 

## Matrimonio y descendencia
Alonso de Cepeda contrajo matrimonio con María de Villarroel Maldonado, una hija de Diego de Villarroel, fundador de San Miguel de Tucumán, y con quien tuvo cuatro hijos:
- Teresa de Cepeda Villarroel.
- Juana de Cepeda Villarroel.
- María de Cepeda Villarroel.
- Diego de Cepeda Villarroel.